# Los Sims 3: Salto a la fama
Los Sims 3: Salto a la fama es la sexta expansión del videojuego de simulación social Los Sims 3 fue anunciada el mes de noviembre de 2011 por Electronic Arts. Fue lanzada el 6 de marzo de 2012 en EE.UU y el 8 de marzo en España.

## Características
- Haz realidad el sueño de tu Sim como cantante, acróbata, mago o DJ.
- Sé testigo de su salto a la fama o de su estrepitoso fracaso actuando para otros Sims.
- Nuevas características sociales: chatea con amigos, publica en sus muros, actualiza tu estado y crea listas de amistades.
- Manda a tus Sims a la partida de un amigo y permite que los de otros contactos visiten la tuya con la nueva función SimPort
- Crea tu propio local; construye una sala de conciertos chic, un gigantesco estadio o un club indie.
- La construcción del escenario influirá en las actuaciones de tus Sims y la evolución de su carrera.

## Nuevo Mundo
Starlight Shores: Es un barrio ambientado en Los Ángeles, soleado todos los días y con gran cantidad de solares comunales donde tu Sim podrá escalar hacia la fama.

## Nuevos Personajes

### Genio
Apariencia: Piel de color azul, ojos color violeta y ropa de estilo árabe.
Modo de vida: Viven mucho más que el Sim promedio. Sus necesidades tienen un color violeta y disminuyen lentamente. Pueden procrear con un Sim normal con el 50% de probabilidad que el bebé sea genio. Viven dentro de una lámpara polvorienta, hasta que un Sim los libere. También existe un elixir que convierte a cualquier Sim en genio.
Habilidades: Hacer aparecer comida de calidad perfecta. Higienizarse a sí mismos y a otros Sims. Hipnotizar Sims temporalmente. Limpiar la casa al instante. Echar Sims del solar en donde estén.

## Nuevos Empleos

### Cantante
Si nos decidimos a iniciar nuestra carrera artística como cantantes, tendremos la posibilidad de practicar mientras ganamos unos pocos simoleones gracias a la profesión de "cantante de telegramas". Dicho sea de paso, esta nueva forma de comunicación es muy práctica, porque puede aplicarse a muchas situaciones de la vida cotidiana.

### Mago
Los magos podrán practicar sus trucos en la calle para obtener algún beneficio de los transeúntes que quieran hacer una donación. Poco a poco se va aprendiendo nuevos trucos de magia, cada vez más complejos y espectaculares, que permitirán forjarnos un nombre dentro del mundo dele espectáculo. Además, aquellos con habilidad para la prestidigitación podrán engatusar a sus semejantes con nuevas interacciones sociales, haciendo algún que otro truco en las reuniones de amigos que dejarán a todos boquiabiertos. Por supuesto, en algún momento tendremos que lanzarnos por los trucos más arriesgados, como el de la Caja Misteriosa (Un Sim se introduce en la caja y vamos introduciendo espadas, pero el Sim sale de ella sano, salvo y sin un rasguño).

### Acróbata
Llegan los acróbatas. En el primer nivel tendrán un disfraz de mimo, lo que significa que pueden realizar trucos de mimo como por ejemplo: Tirando de la cuerda, caminando contra el viento, en una caja y estatua humana. En los niveles más avanzados pueden hacer malabares con cuchillos, bolos y antorchas.
También verán que en diferentes niveles, en el inventario de sus Sims, tendrán un Aro de fuego y una pelota. Con ellas pondrán hacer excelentes trucos, ¡Cuidado si se caen, se queman o vomitan! Y por último podrán realizar una contorsión, donde el Sim hace trucos tan elásticos que ni nosotros podremos creer. 
A medida que pase el tiempo, más o menos en el nivel 8, podrán los Sims de estas profesiones (cantante, acróbata, mago) tener su propia Limusina, y que otros Sims le pidan autógrafos.